# Sebastian Larsson
Sebastian Bengt Ulf Larsson (Eskilstuna, 6 de junio de 1985) es un exfutbolista sueco que jugaba en la demarcación de centrocampista.

## Carrera
Larsson empezó a jugar en el equipo de su ciudad, el IFK Eskilstuna, antes de ser fichado por el Arsenal cuando tenía 16 años. A principios de la temporada 06/07, fue cedido al Birmingham City, y fue comprado por ese mismo equipo en verano de 2007 para la temporada 07/08. El 22 de junio de 2011 fue confirmado que Sebastian Larsson ha llegado a un acuerdo para jugar en el Sunderland Association Football Club.

## Selección nacional
Fue internacional con la selección de fútbol de Suecia en 133 ocasiones y anotó diez goles.

### Participaciones en Eurocopa
| Torneo        | Sede              | Resultado        |
| ------------- | ----------------- | ---------------- |
| Eurocopa 2008 | Austria y Suiza   | Primera fase     |
| Eurocopa 2012 | Polonia y Ucrania | Primera fase     |
| Eurocopa 2016 | Francia           | Primera fase     |
| Eurocopa 2020 | Europa            | Octavos de final |

## Clubes
| Club                  | País       | Año       |
| --------------------- | ---------- | --------- |
| Arsenal F. C.         | Inglaterra | 2004-2006 |
| Birmingham City F. C. | Inglaterra | 2006-2011 |
| Sunderland A. F. C.   | Inglaterra | 2011-2017 |
| Hull City A. F. C.    | Inglaterra | 2017-2018 |
| AIK Estocolmo         | Suecia     | 2018-2022 |

## Palmarés

### Campeonatos nacionales
| Título                        | Club                  | País       | Año  |
| ----------------------------- | --------------------- | ---------- | ---- |
| Copa de la Liga de Inglaterra | Birmingham City F. C. | Inglaterra | 2011 |
| Allsvenskan                   | AIK Estocolmo         | Suecia     | 2018 |